# Salita Sant'Onofrio

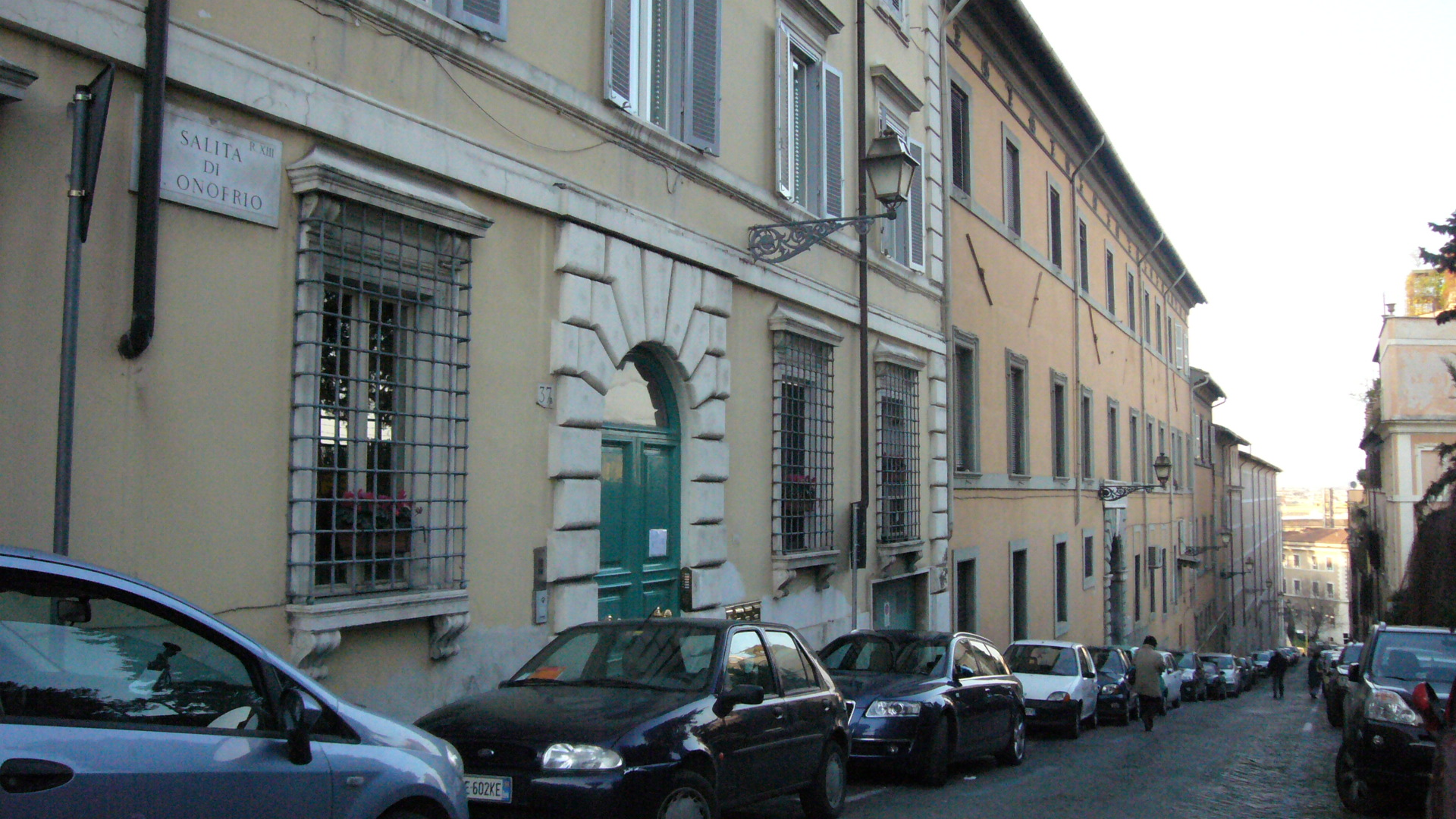
Salita di Sant'Onofrio

La Salita Sant'Onofrio al Gianicolo si trova a Roma nel rione Trastevere. Non deve essere confusa con la omonima via S. Onofrio che si trova invece in prossimità della via Cassia.

## Descrizione
La Salita Sant'Onofrio è una stretta strada in salita, con a tratti delle scalinate, che, fiancheggiata dall'ex palazzo Salviati, congiunge via della Lungara al Gianicolo sulla cui sommità si trova la Chiesa di Sant'Onofrio da cui la strada prende il nome. Da questa posizione si gode una vista panoramica eccezionale sul centro storico di Roma su cui in basso domina la cupola della Basilica di San Pietro.

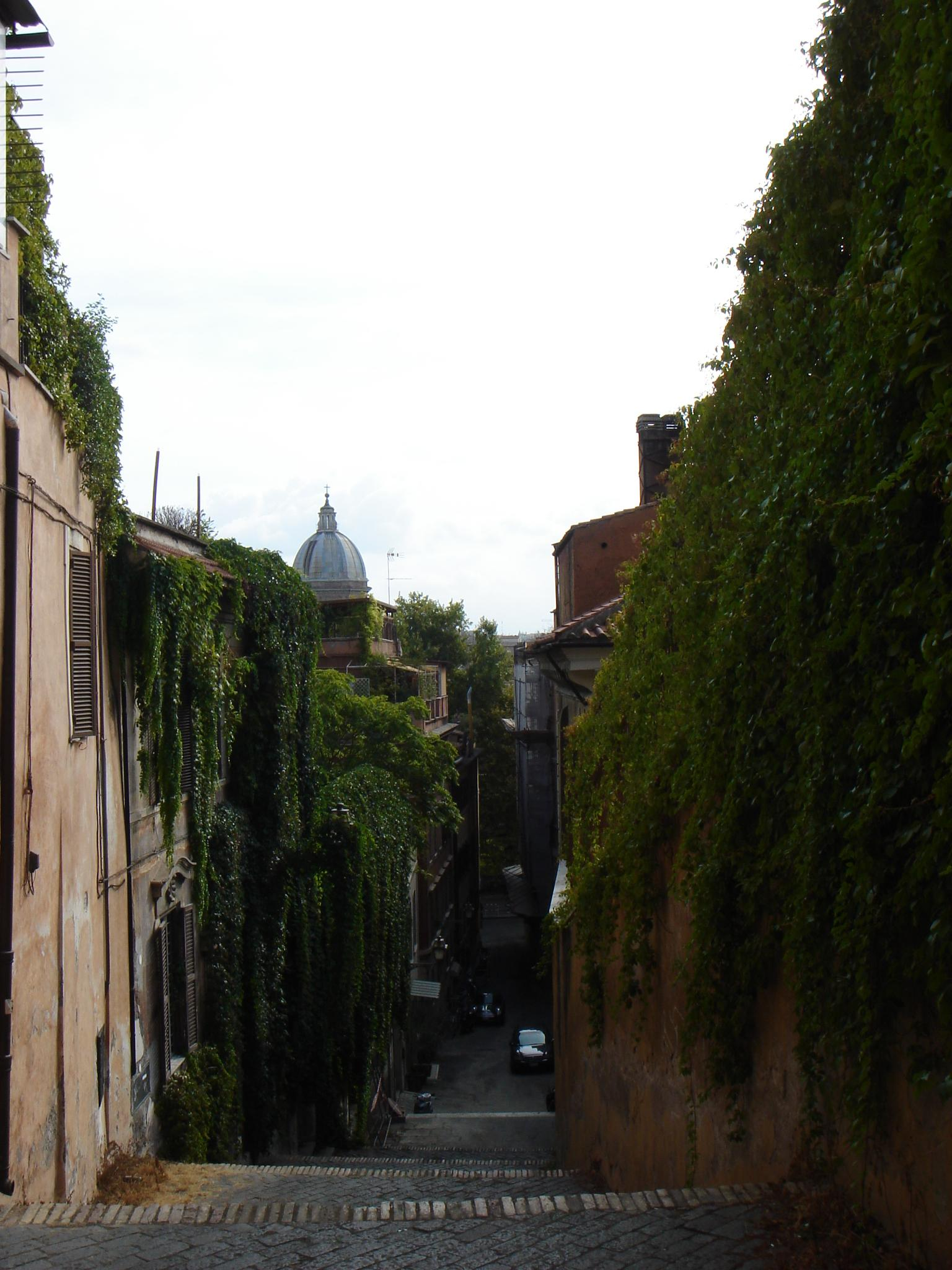
Scalinata di via di Sant'Onofrio

La strada fu fatta costruire dal gerolamino Jacobelli nel 1446 per raggiungere più comodamente la suddetta Chiesa, non più eremo ma divenuta santuario difficilmente raggiungibile dai devoti, da quando il suo fondatore Beato Nicola da Forca Palena passò con i suoi compagni alla Congregazione di San Gerolamo, fondata dal Beato Pietro Gambacorta da Pisa.
Sisto V nel 1588 elevò la Chiesa di Sant'Onofrio al Gianicolo a titolo presbiteriale e sistemò la strada che dalla porta Santo Spirito conduce a Sant'Onofrio.
La strada fu poi fatta lastricare da Clemente VIII  nel 1600 in occasione del Giubileo con il contributo delle elemosine di alcuni fedeli, fra i quali il Cardinale Alessandro Peretti e Camilla Peretti, la potente sorella di Sisto V a cui Castore Durante (1529-1590) dedicò i suoi due celebri libri: Herbario nuovo  e Il tesoro della sanità.
Sul lato destro della Salita di Sant'Onofrio salendo al Gianicolo si trovava un tempo il Conservatorio di Santa Maria del Rifugio per le cosiddette “penitenti”. 
Questo Conservatorio era stato fondato nel 1703 da Padre Bussi della Congregazione dell'Oratorio di San Filippo Neri. 
Fu trasferito dalla primitiva sede di Vicolo del Consolato dei Fiorentini nel palazzo fatto costruire dal Cardinale Giori e poi acquistato come sede del luogo pio che aveva lo scopo di redimere le ex prostitute.
Lungo la Salita Sant'Onofrio si affaccia lo storico ex-Conservatorio Torlonia riconvertito in albergo di extra lusso.
Al numero civico 38 della Salita di Sant'Onofrio si trova la Casa Madre della Congregazione delle Suore di Santa Dorotea dove nella Cappella è esposto il corpo incorrotto della Santa Paola Frassinetti fondatrice dell'ordine.